# La Casona
La Casona è la residenza ufficiale del presidente del Venezuela dal 1964. Non va confusa con il Palazzo di Miraflores sua controparte, usata come ufficio presidenziale e sede del governo. La Casona è ubicata a Caracas, confinante ad ovest col Parque Generalísimo Francisco de Miranda.
Ad oggi la residenza è abitata dall' ex vicepresidente Jorge Arreaza e sua moglie, assieme alle figlie dell'ex presidente Hugo Chávez. L'attuale presidente Nicolás Maduro ha deciso di non insediarvisi.